# Municipio de McDonald (condado de Jasper)
El municipio de McDonald (en inglés: McDonald Township) es un municipio ubicado en el condado de Jasper en el estado estadounidense de Misuri. En el año 2010 tenía una población de 810 habitantes y una densidad poblacional de 6,88 personas por km².

## Geografía
El municipio de McDonald se encuentra ubicado en las coordenadas 37°12′22″N 94°7′6″O / 37.20611, -94.11833. Según la Oficina del Censo de los Estados Unidos, el municipio tiene una superficie total de 117.77 km², de la cual 117.49 km² corresponden a tierra firme y (0.24%) 0.28 km² es agua.

## Demografía
Según el censo de 2010, había 810 personas residiendo en el municipio de McDonald. La densidad de población era de 6,88 hab./km². De los 810 habitantes, el municipio de McDonald estaba compuesto por el 93.09% blancos, el 1.11% eran afroamericanos, el 1.36% eran amerindios, el 0.25% eran asiáticos, el 0.12% eran isleños del Pacífico, el 1.36% eran de otras razas y el 2.72% pertenecían a dos o más razas. Del total de la población el 3.58% eran hispanos o latinos de cualquier raza.